# 五氯化钽
五氯化钽是一种无机化合物，化学式 TaCl5。它是一种白色粉末，是研究钽化合物的开端。它会水解成三氯氧化钽（TaOCl3）甚至是五氧化二钽（Ta2O5）；这就要求使用空气隔绝技术在无水条件下进行合成和操作。

## 结构
TaCl5 是一种单斜晶体，空间群 C2/m。十个氯原子处在两个八面体顶点的位置。两个钽原子在八面体的中间，由两个桥接配体氯连接而成。二聚体结构保留在非络合溶剂中，并在很大程度上保持熔融状态。但是，气态的 TaCl5 是单体。这个单体的形状是三角双锥，就和PCl5一样。

## 物理性质
五氯化钽在芳香烃的溶解度是按照以下趋势升高的: 
苯 < 甲苯 < 间二甲苯 < 均三甲苯
这反映在于溶液的颜色从浅黄色到橙色的加深。相较于芳香烃，五氯化钽的溶解度在环己烷和四氯化碳中较少。还已知五氯化钽的这种溶液是不良的电导体，表明几乎没有电离。通过升华纯化TaCl5，可得到白色针状固体。

## 制备
五氯化钽可以由钽和氯气在 170 至 250 °C之间直接化合而成。这个反应也可以用HCl，不过要在400 °C下反应。
2 Ta + 5 Cl2 → 2 TaCl5
2 Ta + 10 HCl → 2 TaCl5 + 5 H2
在240 °C，五氧化二钽和氯化亚砜反应也可以得到五氯化钽。 
Ta2O5 + 5 SOCl2 → 2 TaCl5 + 5 SO2
五氯化钽是可以购买的，不过样本里会有少量的氯氧化钽 (TaOCl3)。这是五氯化钽水解而成的。

## 反应
TaCl5 是亲电体，类似AlCl3。它会和路易斯碱反应，形成加合物。

### 加合物
TaCl5 可以和醚形成稳定的加合物:
TaCl5 + R2O  →  TaCl5(OR2)  (R = Me, Et)
TaCl5 也可以和五氯化磷和氯氧化磷反应。后者是一个加合物，连接氧原子:
TaCl5  +  PCl5  →  [PCl+
4][TaCl−
6]
TaCl5  +  OPCl3  →  [TaCl5(OPCl3)]
五氯化钽会和叔胺反应，生成加合物晶体。
TaCl5 + 2 R3N → [TaCl5(NR3)]

### 取代反应
五氯化钽会和三苯基氧化膦反应，生成氯氧化物:
TaCl5 + 3 OPPh3 → [TaOCl3(OPPh3)]x ...
TaCl5 和有氢氧基的化合物如：醇、苯酚和羧酸反应，形成氯化氢和有 Ta–O 键的化合物:
TaCl5 + 3 HOEt → TaCl2(OEt)3  +  3 HCl
用氨来吸收HCl，五个氯原子都会被替换，形成 Ta(OEt)5。同样的， TaCl5 会和甲醇锂在甲醇中反应，形成甲氧基化合物:
TaCl5 + 4 LiOMe → Ta(OMe)4Cl + 4 LiCl

### 和胺，醇的反应
氨会取代 TaCl5 的大部分氯原子，形成簇合物。用伯胺或仲胺取代氯原子的速率较慢，不过用二烷基胺基锂反应可以取代五个氯原子，例如制备五（二甲基胺基）钽的反应:
TaCl5 + 5 LiNMe2  →  Ta(NMe2)5
五氯化物与醇反应，生成醇盐。如制备五乙醇钽所示，此类反应通常在碱的存在下进行:
10 EtOH + Ta2Cl10 + 10 NH3 → Ta2(OEt)10 + 10 NH4Cl
五氯化钽会被氮杂环如：吡啶还原。

### 还原
还原五氯化钽会形成中性或阴离子的簇合物，如： [Ta6Cl18]4− 和 [Ta6Cl14](H2O)4。

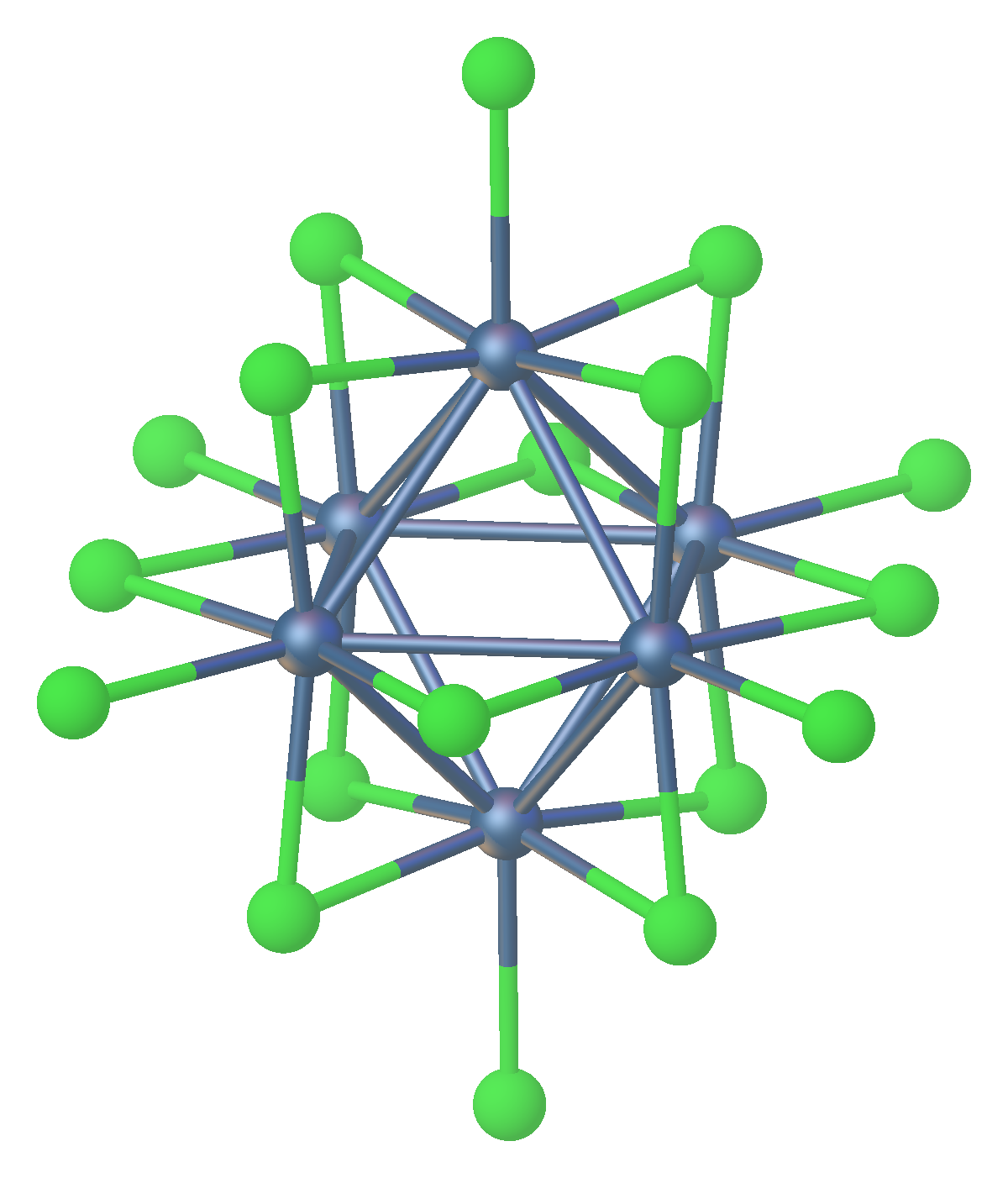
Ta_{6}Cl_{18}^{2−} 阴离子的结构

## 扩展阅读
- Ozin, G. A.; Walton, R. A. . J. Chem. Soc. A. 1970: 2236–2239. doi:10.1039/j19700002236.
- Bullock, J. I.; Parrett, F. W.; Taylor, N. J. . J. Chem. Soc., Dalton Trans. 1973, (5): 522–524. doi:10.1039/DT9730000522.
- Đorđević, C.; Katović, V. . J. Chem. Soc. A. 1970: 3382–3386. doi:10.1039/j19700003382.
- Cowley, A.; Fairbrother, F.; Scott, N. . J. Chem. Soc. 1958: 3133–3137. doi:10.1039/JR9580003133.